# خنفساء هرقلية
الخنفساء الهرقلية أو الخنفساء الجبارة (بالإنجليزية: Hercules beetle) هي أحد أشهر الخنافس وحيدة القرن وأطولها على الإطلاق. تعيش خنفساء هرقل في الغابات الممطرة في أمريكا الوسطى والجزء الشمالي من أمريكا الجنوبية وجزر الأنتيل الصغرى. ويصل طولها إلى حوالي 7سم بدون القرن، يخرج من رأس ذكورها أو الأجزاء العليا من جسم الذكر قرن طويل يمكن أن يصل هذا القرن إلى أطول من جسم الخنفساء نفسها، ويصعب تحديد الطول مع القرن بدقة بسبب سرعة نمو القرن واختلاف شكله واختلاف منطقة خروجه من الرأس، فمنها ما يخرج من مقدمة الرأس ومنها مايخرج من الوسط. يستخدم ذكر خنفساء هرقل القرن في محاربة الأعداء حيث يستخدمة غالباً لكسر رأس العدو خلال المعركة، ويتميز الذكر بوجود العديد من البقع السوداء الصغيرة على القشرة العليا لجسمها والشعر الكثيف على الجانب السفلي من الصدر.
خنفساء هرقل هي أكبر أنواع الخنافس على الأرض، قد يصل طولها إلى نحو 17 سنتيمتر ويصل علاض جناحيها نحو 22 سنتيمتر، تفوق خنفساء هرقل غيرها من الحشرات ذات نفس الحجم في القوة، ويقال بأنها تستطيع حمل ضعف وزنها عدة مرات، تعيش الخنفساء البالغة لموسم واحد فقط، وتتغذى على الفواكه الناضجة الساقطة من الأشجار.

## الأوصاف الخلقية
تختلف خنفساء هرقل في الخلقة بين الذكر والأنثى على النحو التالي
| الوصف[ ؟ ]    | الذكر                                                                    | الأنثى                          |
| ------------- | ------------------------------------------------------------------------ | ------------------------------- |
| لمعان الجسم   | جسم لامع                                                                 | جسم قاتم                        |
| الألوان       | الأصفر الفاتح الأحمر الفاتح البني الفاتح الأخضر المزرق الأسود[ ؟ ] الآمع | الألوان القاتمة الغامقة الداكنة |
| الجسم الخارجي | يحتوي على بقع سوداء                                                      | لايحتوي بقع                     |
| الطول         | من 6 إلى 17,50 سم                                                        | من 4 إلى 8 سم                   |
| القرن         | لديه قرن كبير                                                            | ليس لديه قرن                    |
| الصورة        |                                                                          |                                 |

### وصف القرن

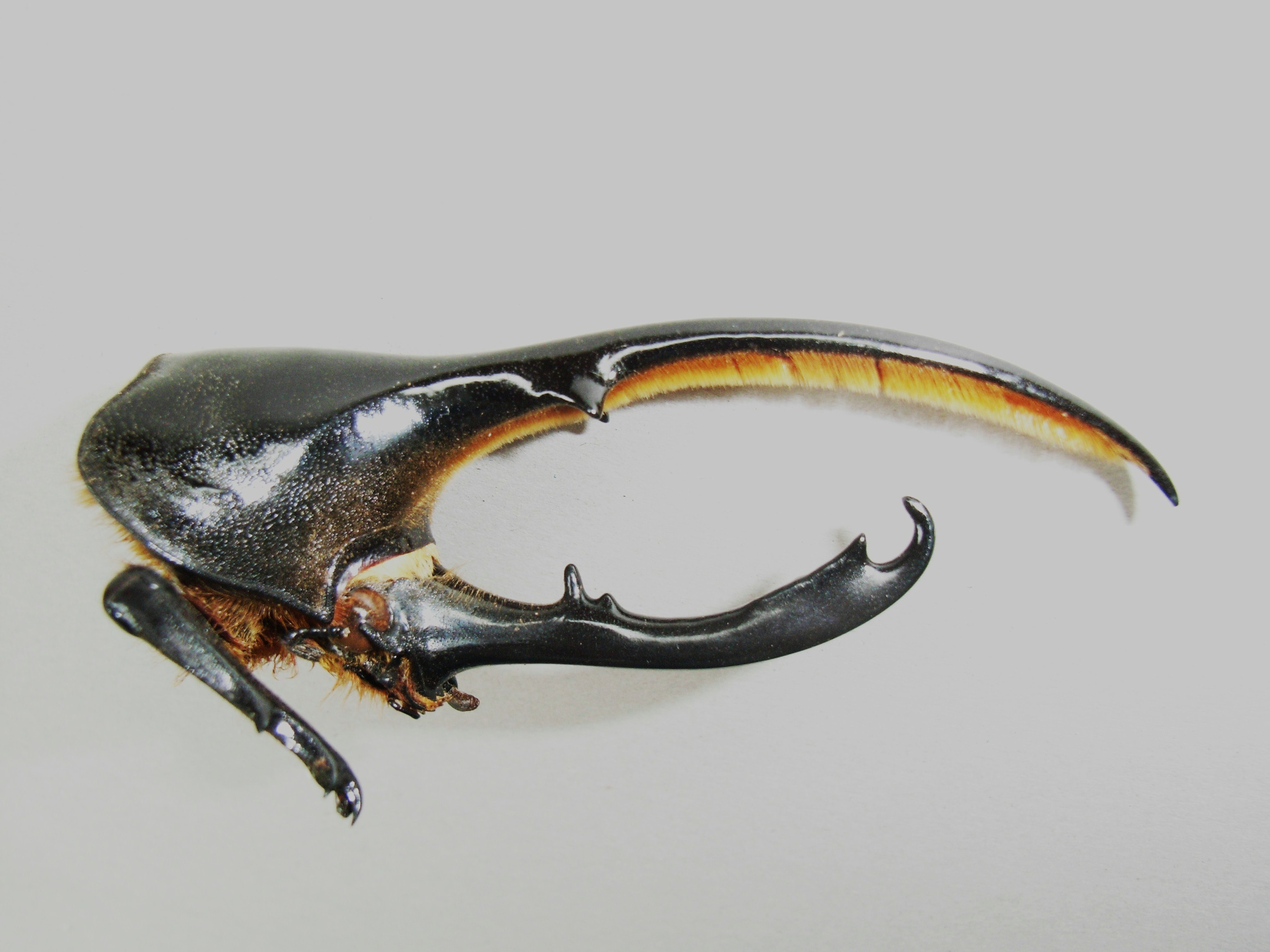
قرن ذكر خنفساء هرقل

لذكر خنفساء هرقل كبير يمتد من الأجزاء العليا من الجسم في أغلب الأحيان من بين العينين[ ؟ ] وقد يخرج من وسط الرأس يحتوي هذا القرن على امتداد سفلي له أصغر حجماً، يشكل مع الجزء العلوي قبضة قوية، غالبا مايكون القرن بشكل مستقيم[ ؟ ] من انحناء في مقدمتة نزولاً مع بعض الشعر القصير في الجزء السفلي وتحتوي على إثنين من الأسنان[ ؟ ] في آخر قاعدة القرن مختلفة في الحجم، يعتبر القرن هو أسرع الأجزاء نمو ويصعب تحديد طوله بدقة نظراً لاختلاف شكله واختلاف منطقة خروجة ولكنه يمكن أن يصل إلى أطول من جسم الخنفساء، يستخدم ذكر خنفساء هرقل القرن كسلاح في محاربة الأعداء حيث يستخدمة غالباً لكسر[ ؟ ] رأس العدو خلال المعركة ، والمعارك مع بقية الذكور لاستعراض القوة أمام الإناث.

## دورة الحياة

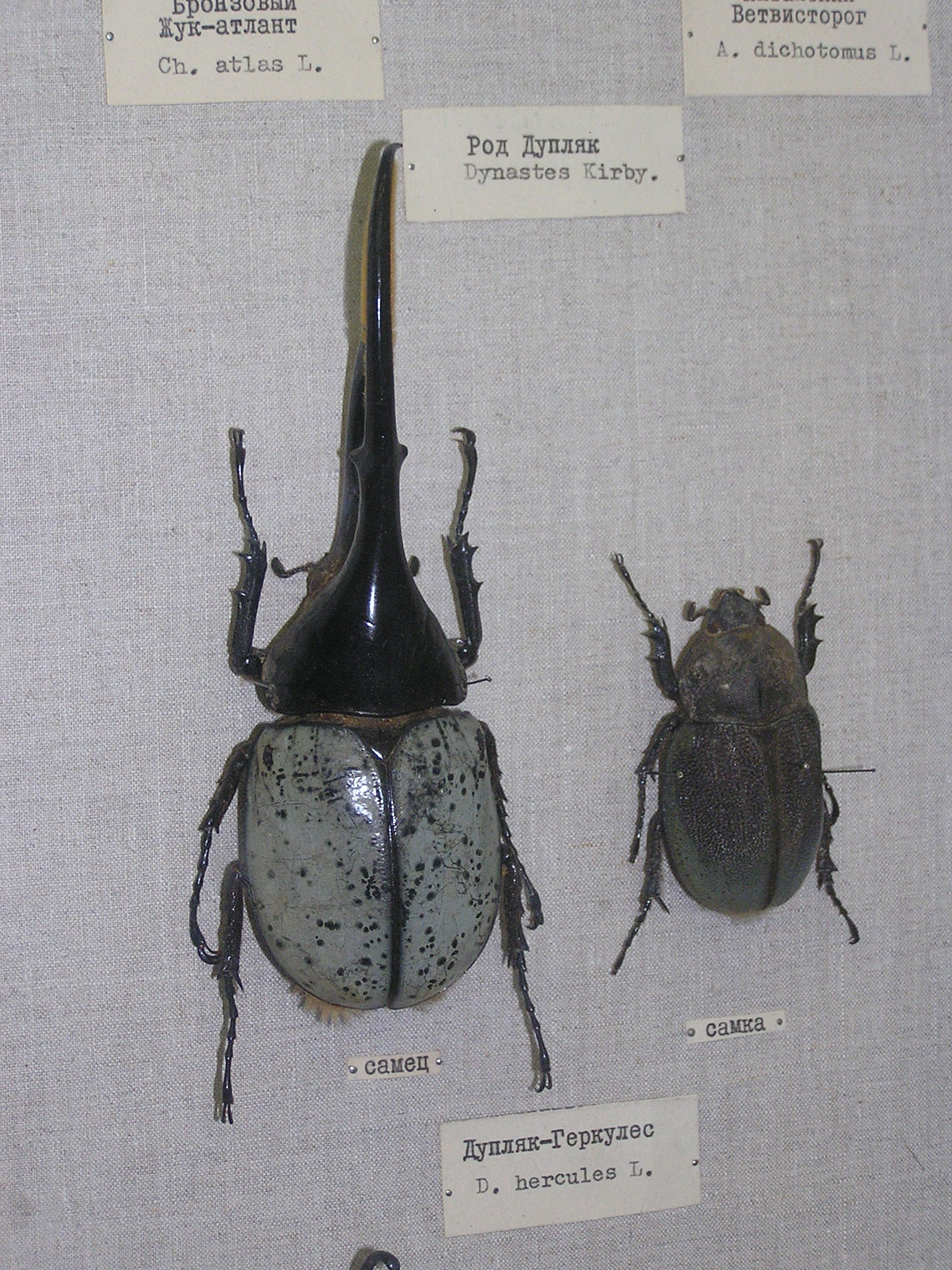
الذكر إلى اليسار والأنثي إلى اليمين.

تعيش اليرقات لمدة عام أو عامين تتزايد اليرقة في الطول إلى أن تصل 4,5 بوصة (110 ملم) ويصل وزنها إلى 120 غرام[ ؟ ] وتتغذى اليرقة بالخشب العَفن (المنتن)، بعد مرحلة اليرقات تنتقل إلى مرحلة العذراء ثم مرحلة الانسلاخ ثم تظهر الخُنْفساء البالغة لتجوب الغابات بحثا عن الفواكه الناضجة الساقطة من الأشجار.

## خطر الانقراض
تواجه خنفساء هرقل خطر الانقراض حيث أصبحت هدف لهواة جمع الحشرات.
وقد أعدت اللجنة السلوفاكية العلمية في عام 1999 تعديلا في الملحق الثاني من الأنواع المهددة بالانقراض ليشمل خنفساء هرقل.

## الأنواع
على مر العصور تم اكتشاف العديد من الأنواع والمجموعات لخنفساء هرقل أشهرها التالي:-
| النوع                         | عام الاكتشاف | مكان الاكتشاف                                                            | طول الذكر ملم | طول الأنثى ملم |
| ----------------------------- | ------------ | ------------------------------------------------------------------------ | ------------- | -------------- |
| baudrii Pinchon               | 1976         | مارتينيك                                                                 | 50 ~ 100      | 45 ~ 55        |
| bleuzeni Silvestre وDechambre | 1995         | فنزويلا                                                                  | 55 ~ 155      | 45 ~ 75        |
| ecuatorianus Ohaus            | 1913         | كولومبيا وبيرو والإكوادور والبرازيل                                      | 55~165        | 50~80          |
| Linnaeus                      | 1753         | غوادلوب الفرنسية، ودومينيكا                                              | 45~178        | 50~80          |
| lichyi Lachaume               | 1985         | كولومبيا وفنزويلا وبيرو والإكوادور وبوليفيا والبرازيل                    | 55~170        | 50~80          |
| morishimai Nagai              | 2002         | بوليفيا                                                                  | 55~140        | 50~75          |
| occidentalis Lachaume         | 1985         | كولومبيا والإكوادور وبنما                                                | 55~145        | 50~80          |
| paschoali Grossi وArnaud      | 1993         | البرازيل                                                                 | 55~140        | 50~70          |
| reidi Chalumeau               | 1977         | سانت لوسيا                                                               | 50~110        | 50~65          |
| septentrionalis Lachaume      | 1985         | المكسيك وبليز والسلفادور وهندوراس وغواتيمالا ونيكاراغوا وكوستاريكا وبنما | 55~150        | 50~75          |
| takakuwai Nagai               | 2002         | البرازيل                                                                 | 55~140        | 50~75          |
| trinidadensis Chalumeau وReid | 1995         | ترينيداد وتوباغو                                                         | 55~140        | 50~75          |
| tuxtlaensis Moron             | 1993         | المكسيك                                                                  | 55~110        | 50~65          |